# Sergio guassutinga
Sergio guassutinga is een tienpotigensoort uit de familie van de Callianassidae. De wetenschappelijke naam van de soort is voor het eerst geldig gepubliceerd in 1971 door Rodrigues.